# Línea 228 (Buenos Aires)

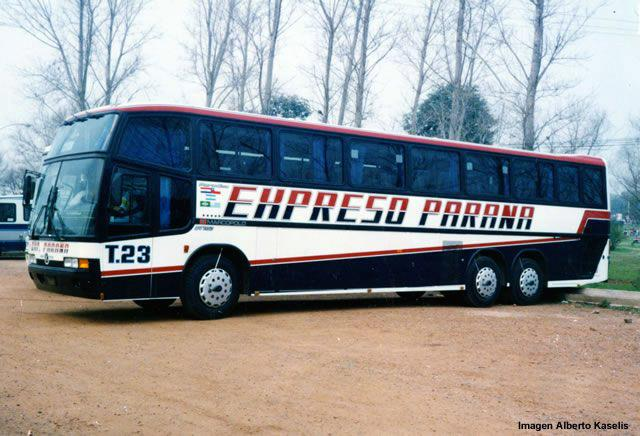
Antigua unidad de larga distancia para servicios interurbanos.

La línea 228 fue una línea de colectivos interurbana de la Provincia de Buenos Aires, que unía Puente Saavedra, Belén de Escobar, Zárate, San Pedro, San Nicolás de los Arroyos, Luján, Capilla del Señor, Los Cardales, Santa Lucía y Arrecifes y tenía muchos ramales entre esas zonas.

## Historia[1]
En 1942 se inauguró el servicio entre las ciudades de Campana, Zárate y Lima, con el nombre de "Llarramendi", fundado por un ciudadano de Campana.
Al poco tiempo, la empresa fue adquirida por un grupo en Zárate, entre los que figuraban Magula, Pirisn entre otros; posteriormente se incorpora a la firma otro vecino de Campana que se apellidaba Castelucci.
Trabanoni se había sumado a la empresa incorporando nuevos coches y extendió el recorrido hasta la ciudad de San Pedro.
En el año 1965 se incorporaron con un micro y en carácter de asociados, Paulino Cuenca y Osvaldo Varela (padre del un intendente que tuvo la ciudad de Campana). Entre 1980 y 1990 triplicó el número de unidades, expandió los recorridos e implementó servicios de turismo.
Para estos tiempos la empresa adquirió una playa (una clase de taller) en Zárate e incorporó nuevos componentes que permitieron modernizar la totalidad de la flota que tenía en esos momentos.
En 2002, producto de la quiebra de Expreso Paraná, la línea se simplificó y dividió en varios de sus recorridos, dando así origen a las actuales líneas 228A, 228B, 228C, 228D, 228E y 228F.

## Recorridos
- 🇦🇷Línea 228 A.  Puente Saavedra San Nicolás de los Arroyos Ramallo  San Pedro Río Tala Baradero  Zarate Campana Escobar Garín Puente Saavedra
- 🇦🇷Linea 228 A San Pedro Baradero Alsina Lima Zárate Expreso Paraná S.A.  (La Nueva Metropol S.A)
- 🇦🇷Línea 228 A  San Pedro - Doyle - Santa Lucía - Arrecifes Ex.Línea 294 Expreso Paraná s.a                                                              ( sin )
- 🇦🇷Línea 228 A Puente Saavedra Zárate.Campana Ariel del plata Loma Verde Escobar Puente Garín  Ford Ruta 197 y 202 Puente  Saavedra                         Expreso Paraná S.A.                                 (La Nueva Metropol S.A)

- 🇦🇷Línea 228 A Zárate - Campana        Ariel del Plata                                        Ex línea 353 Expreso Paraná S.A                        (La Nueva Metropol S.A)
- 🇦🇷Línea 228 B Puente Saavedra - Estación Escobar por Estación Garín  Fonavi Ruta 197 y 202 Av.Marquez Puente Saavedra  Expreso Paraná S.A (Línea Sesenta S.A."Grupo MOTSA")
- 🇦🇷LINEA 228 B Puente Saavedra - Estación Garín (Rápido) Garin Fonavi Ruta 197 Puente Saavedra                             Expreso Paraná S.A                           (Línea Sesenta S.A "Grupo MOTSA")
- 🇦🇷Línea 228 C Puente Saavedra - Estación Garín Av.Marquez Ruta 202 y Ruta 197 Ford Garin Barrio Antena y Barrio Cuyo (Garin)                      Expreso Paraná S.A. ( MOTSA)
- 🇦🇷Línea 228 D Barrio Cabot Estación Garin  Barrio La Loma(Garin)   Expreso Paraná S.A (MOTSA)                                            🇦🇷Línea 228 D Puente Saavedra - Estación Garín x Av Marquez Ruta 202 y Ruta 197 López Campo Benavidez Estación Garin Barrio Antena y Barrio Cuyo-- ¿Pilar? (Garin).     Expreso Paraná S.A                                  (MOTSA)
- 🇦🇷Línea 228  E Zárate - Campana - Los Cardales - Luján / Zarate Lima Campana  Ariel de plata                                                   Ex Línea 353 Expreso Paraná S.A.          ( MOTSA)
- 🇦🇷Línea 228 F Puente Saavedra - Derqui Av Marquez Ruta 202 y Ruta 197 Fonavi Manuel Alberti Del Viso Derqui  Expreso Paraná S.A                             (La Central de Escobar S.A)
- 🇦🇷Línea 228 Zárate - Capilla del Señor - Luján  Torres capilla del señor Zárate Ex Linea 353 (Sin Servicio)              Expreso Paraná S.A                        (Actual Línea 228 SIN  )